# Амелін Артем Андрійович
Арте́м Андрі́йович Аме́лін (нар. 20 серпня 1994, Полтава, Україна — пом. 26 лютого 2022, Луганська область) — український військовослужбовець, старший солдат роти оперативного призначення 4 БрОП Національної гвардії України, учасник російсько-української війни, що відзначився у ході російського вторгнення в Україну. Герой України (2022, посмертно).

## Життєпис
Артем Амелін народився 20 серпня 1994 року в місті Полтаві.
2023 року закінчив Полтавське професійно-технічне училище № 23. Працював газозварювальником на одному з підприємств рідного міста.
У червні 2021 року після строкової військової служби уклав контракт про проходження служби в гостомельській бригаді Національної гвардії України.
24 лютого 2022 року в складі 4-ї бригади оперативного призначення імені Героя України сержанта Сергія Михальчука під час широкомасштабного російського вторгнення в Україну старший солдат Амелін приступив до виконання бойового завдання в одному з найнебезпечніших районів ООС — на околицях смт Трьохізбенки Щастинського району на Луганщині.
26 лютого 2022 року, коли ворог уже був у небезпечній близькості до гвардійських позицій, він під обстрілом спромігся дістатися до станкового протитанкового гранатомета й попри те, що в нього вже був пошкоджений оптичний приціл, влучним пострілом поцілив у башту російського танка, заклинивши її. Застосовуючи щільний вогонь 82-мм мінометів, ворог почав розгортати свою колону в бойовий порядок. Один із танків прорвався на спостережні пости, де намагався розчавити гвардійців, які відходили на запасні вогневі позиції. Старший солдат Амелін підповз до ворожої машини та одну за одною метнув у неї дві протитанкові гранати, підбивши танк. При цьому боєць дістав осколкове поранення, та попри біль і далі прикривав відхід і перегрупування своїх однополчан. Згодом неподалік вдарили нові рашистські снаряди й Артем дістав множинні осколкові поранення в районі с. Трьохізбенка, що на Луганщині. Побратими одразу надали йому домедичну допомогу й навіть довезли живим до шпиталю, але під час проведення реанімаційних заходів він помер.
19 січня 2024 року під час церемонії у Маріїнському палаці Президент України Володимир Зеленський вручив 30 сертифікатів на отримання квартир військовослужбовцям Сил оборони, яким присвоєно звання Героя України, та родинам полеглих Героїв; один із сертифікатів було вручено рідним старшого солдата Артема Амеліна. 

## Нагороди
- звання «Герой України» з удостоєнням ордена «Золота Зірка» (25 березня 2022, посмертно) — за особисту мужність і героїзм, виявлені у захисті державного суверенітету та територіальної цілісності України, вірність військовій присязі[3].
- орден «За мужність» III ступеня (28 лютого 2022, посмертно) — за особисту мужність і самовіддані дії, виявлені у захисті державного суверенітету та територіальної цілісності України, вірність військовій присязі[4].